# Папроць-Дужа
Папроць-Дужа (пол. Paproć Duża) — село в Польщі, у гміні Шумово Замбровського повіту Підляського воєводства.
Населення — 428 осіб (2011).

## Демографія
Демографічна структура станом на 31 березня 2011 року:
|          | Загалом | Допрацездатний вік | Працездатний вік | Постпрацездатний вік |
| -------- | ------- | ------------------ | ---------------- | -------------------- |
| Чоловіки | 218     | 62                 | 133              | 23                   |
| Жінки    | 210     | 52                 | 107              | 51                   |
| Разом    | 428     | 114                | 240              | 74                   |